# Férias Frustradas do Pica-Pau
Férias Frustradas do Pica-Pau est un jeu vidéo de plates-formes sorti en 1996 sur Master System et Mega Drive. Le jeu a été développé et édité par Tec Toy. Il n'est sorti qu'au Brésil.
Ce jeu est basé sur la série de dessins animés du même nom, créée par Walter Lantz.